# Substantivos da língua alemã
Os substantivos do Alemão apresentam-se em três gêneros (masculino, feminino, neutro), dois números (singular e plural) e quatro casos (nominativo, acusativo, dativo e genitivo). O gênero dum substantivo afeta os artigos, pronomes e adjetivos que se referem a ele. Na linguagem escrita, todos os substantivos são escritos com inicial maiúscula (ex. "Die gelbe Blume", A flor amarela).

## Declinação e flexão
Existem quatro padrões básicos de declinação dos substantivos, uma para cada gênero, mais uma para o plural.